# Дойна
До́йна (рум. doină) — молдавская и румынская лирическая народная песня. Дойны — лирические, вокальные или инструментальные произведения, характерные для румынского народа, в которых автор прямо выражает свои чувства меланхолии, тоски, скорби, сожаления, одиночества, отчуждения, разлуки, бунта, печали, любви, ненависти к угнетателям, сожаления и т. д., и убеждения по отношению к некоторым проблемам жизни, ко времени, природе и к самому себе. Дойны имеют лирический вид, их общие темы — меланхолия, тоска, любовь к природе, жалобы на горечь жизни или призывы к Богу помочь в облегчении боли и т. д. Возникновение дойны относится к эпохе раннего феодализма. Распространена также у евреев-ашкеназов, южных славян и западных украинцев.

## Описание

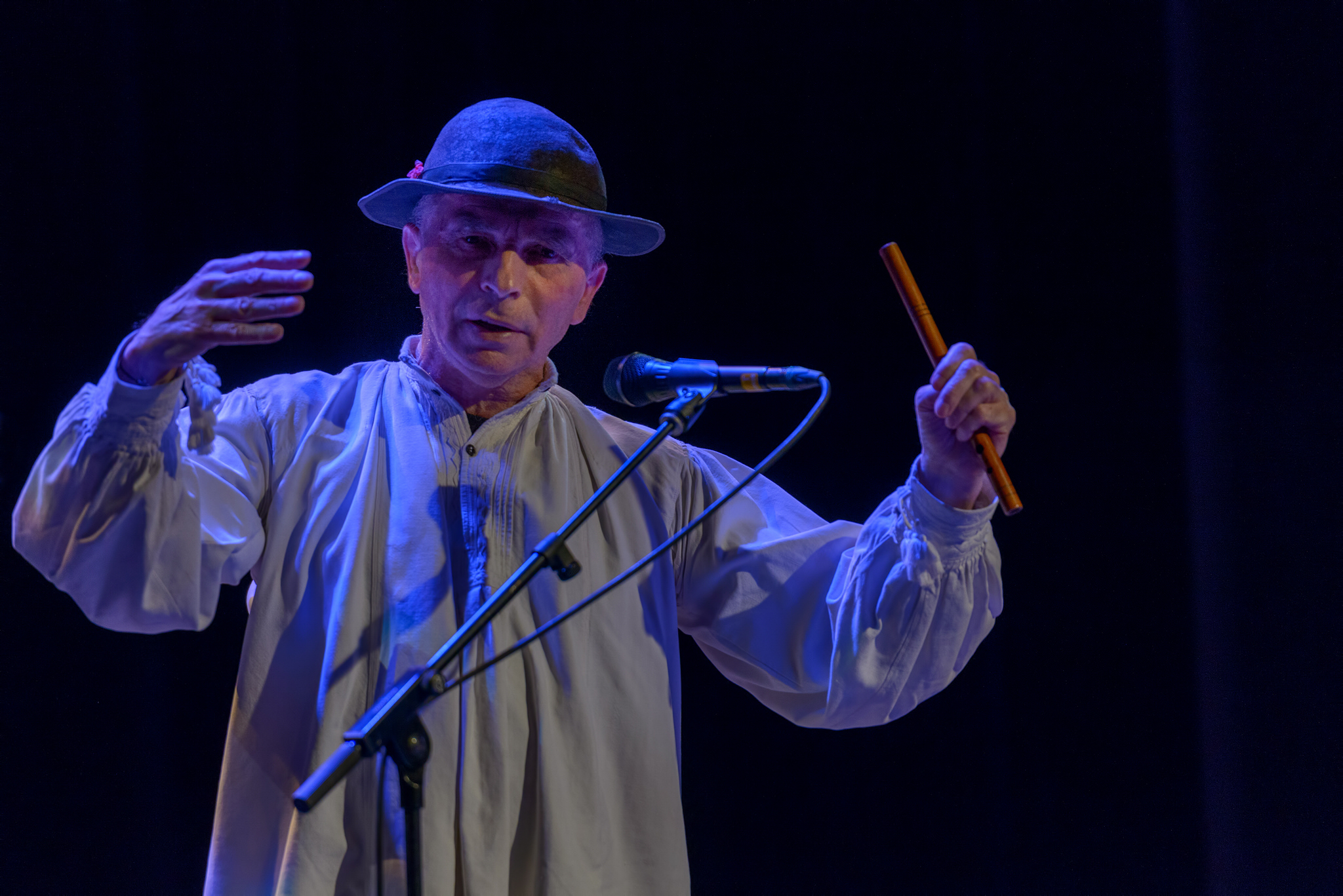
Григоре Леше в Брюсселе в 2018 году

Различают вокальные дойны, при исполнении которых участие инструмента необязательно, и инструментальные дойны, исполняющиеся на флуере, чимпое, нае, скрипке и других музыкальных инструментах. Мелодии дойны зачастую развёртываются как импровизация: они отличаются богатством ладовой основы и ритмической свободой. Для дойны очень характерно повторение одних и тех же кратких мелодических элементов, а также активное использование орнаментационных приёмов. Английский клезмер Мерлин Шеперд говорит: «Исполняя дойну, вы должны, играя на инструменте, рассказать слушателям очень грустную и трагическую историю из жизни».
Дойна — свободноритмичная, сильно орнаментированная (обычно мелизматическая), импровизационная мелодия. Импровизация выполняется по более или менее фиксированной схеме (обычно по нисходящей), растягивая ноты в рубатоподобной манере в зависимости от настроения и воображения исполнителя.
Классические крестьянские дойны в основном вокальные и монофонические и поются с некоторыми вокальными особенностями, которые варьируются от региона к региону и включают: междометия (măi, hei, dui-dui, iuhu), вздохи, хлопки в ладоши, гортанное кудахтанье, эффекты сдавленных рыданий и т. д.. Инструментальные дойны играют на простых инструментах, обычно различных типах флейт, но также они могут исполняться и на струнных инструментах. Крестьянская дойна — это нецеремониальная песня, которую обычно поют в одиночестве, оказывая важное психологическое воздействие на человека: «успокоить душу» (de stâmpărare).
В тематике дойны нашло отражение жизни и борьбы молдавского народа. Первоначально дойна появилась как пастушеская (чабанская) песня, первая часть которой представляла жалобу пастуха, а вторая, носящая танцевальный характер, выражала его радость по поводу возвращения отары домой. Со временем сложился целый цикл пастушеских дойн. К XVII — началу XIX вв. относится формирование цикла знаменитых гайдуцких дойн о повстанцах, борцах против османского и феодального гнёта. Широко представлены любовные (de iubire), колыбельные (de leagăn), застольные (de păhar), рекрутские, революционные, похоронные дойны. Примерно с 20-30-х гг. XIX века, когда Бессарабия вошла в состав Российской империи, развитие дойны в Молдавии и Румынии шло параллельно. Мотивы и образы дойны использовали поэты-классики (Василе Александри, Михай Эминеску, Джордже Кошбук), композиторы (Ч. Порумбеску, Г. Музическу, Джордже Энеску, С. Драгой, Штефан Няга, Е. Кока и другие).
Среди коллективов, исполняющих дойну, известностью пользуются молдавская хоровая капелла «Дойна», румынский Государственный народный оркестр имени Барбу Лэутару, группа «Фанфаре Чокырлия» («Fanfare Ciocârlia»).
Дойна с текстами на идише вошла также в репертуар клезмеров и нашла отражение в еврейской поэзии — см. напр. стихотворный сборник Мойше Пинчевского «Дойна: стихи и поэмы» (Советский писатель, Москва, 1960), а в качестве примера клезмерского исполнения его же песню «Басарабье» (Бессарабия) в исполнении скрипача Ицхака Перлмана и капеллы Brave Old World (Itzhak Perlman «In The Fiddler’s House», with «Brave Old World» klezmer-band, «Bessarabia», трак № 6, компакт-диск, Angel Records, Нью-Йорк, ©1995). Писали дойны также Иосиф Керлер, Зейлик Бардичевер и другие еврейские поэты. В 2009 году дойна была включена в список нематериального культурного наследия ЮНЕСКО.
Современным широко признанным мастером исполнения дойн является румынский фольклорист, музыкант и исполнитель традиционных румынских песен Григоре Леше.

## Этимология
Происхождение слова «дойна» доподлинно неизвестно. Предполагается, что оно имеет индо-европейские корни, так как существует латышская и литовская народная песня с похожим названием — дайна. В районе Марамуреш слово хорэ/хоре по-прежнему используется чаще чем «дойна»; это румынское слово, которое переводится как «плач пастуха» или «тоска пастуха», что может объяснить, почему дойны могут быть очень меланхоличными и иметь довольно пронзительные и проникновенные мелодии. Хорэ/хоре не имеет отношения к слову хора, встречающемуся в южной и восточной Румынии, которое может происходить либо от греческого choros, означающего «(круговой) танец», либо (что менее вероятно) от латинского oro/orare, означающего «говорить/молиться».